# 威龍殺陣 (2024年電影)
《威龍殺陣》（英語：Road House）是一部2024年美國動作片，1989年電影的重製版，由道格·李曼執導，安東尼·巴加羅齊（Anthony Bagarozzi）、查克·蒙德里、謝爾頓·特納撰寫劇本，原作的製作人喬·西佛回來擔任製片。主演陣容包括傑克·葛倫霍、丹妮拉·梅爾基奧、康納·麥格雷戈、比利·馬格努森主演。一名前UFC中量級拳擊手最終在佛羅里達群島的一家路邊餐館工作，擔當起保護店面免受惡霸威脅的責任。
《威龍殺陣》2024年3月21日由亞馬遜工作室透過Prime Video發行。

## 演員
- 傑克·葛倫霍飾演艾伍德·道頓（Elwood Dalton）
- 丹妮拉·梅爾基奧飾演艾莉（Ellie）
- 比利·馬格努森飾演班·布蘭特（Ben Brandt）
- 杰西卡·威廉姆斯飾演法蘭琪（Frankie）
- 若阿金·德阿尔梅达飾演警長
- 波兹·马龙飾演卡特（Carter）
- 康納·麥格雷戈飾演諾克斯（Knox）
- 達倫·巴奈特飾演山姆（Sam）
- J·D·帕爾多飾演戴爾（Dell）
- 阿圖羅·卡斯特羅（英语：Arturo Castro (Guatemalan actor)）飾演莫（Moe）
- 盧卡斯·蓋奇飾演比利（Billy）
- 特拉維斯·范文克飾演德克斯（Dex）
- 漢娜·洛夫·拉尼爾飾演查莉（Charlie）
- B·K·坎農（英语：B. K. Cannon）飾演勞拉（Laura）
- 多米尼克·哥倫布飾演里夫（Reef）
- 博·納普飾演文斯（Vince）
- 鮑伯·梅納里（Bob Menery）飾演傑克（Jack）
- 凱文·卡羅爾（英语：Kevin Carroll (actor)）飾演史蒂芬（Stephen）
- 傑·希倫（英语：Jay Hieron）飾演賈克斯·「傑特威」·哈里斯（Jax "Jetway" Harris）

## 製作
2013年11月，米高梅開始開發本片，羅伯·柯恩執導，邁克爾·斯托克斯（Michael Stokes）編劇。2015年9月，柯恩和邁克爾·斯托克斯（Michael Stokes）離開了該項目，而龍達·魯西則擔任主角。預計拍攝將於次年某個時候開始。下個月，尼克·凱薩維茲作為編劇和導演登上了這部電影。2021年11月，米高梅開始了另一次嘗試，由傑克·葛倫霍主演，道格·李曼執導。儘管葛倫霍和李曼分別致力於《絕地營救》和《Everest》的製作，但工作室還是優先考慮了這部電影。尋找新作家開始修改安東尼·巴加羅齊（Anthony Bagarozzi）、查克·蒙德里之前的草稿。到2022年8月，謝爾頓·特納提交了重寫的劇本。
由於亞馬遜工作室購買了米高梅，該項目將於2022年8月正式獲得批准。丹妮拉·梅爾基奧、康納·麥格雷戈、比利·馬格努森、格貝米索拉·伊庫梅洛（Gbemisola Ikumelo）、盧卡斯·蓋奇、漢娜·洛夫·拉尼爾（Hannah Love Lanier）、特拉維斯·范文克、B·K·坎農、阿圖羅·卡斯特羅、多米尼克·哥倫布（Dominique Columbus）、博·納普和鮑勃·梅納里與傑克·葛倫霍一起加入了演員陣容。若阿金德·阿爾梅達、達倫·巴奈特、凱文·卡羅爾和J·D·帕爾多在本月晚些時候加入了演員陣容。

### 拍攝
拍攝於2022年8月23日在多米尼加開拍。

## 外部連結
- 互联网电影数据库（IMDb）上《威龍殺陣》的资料（英文）